# Monastyr Narodzenia Matki Bożej w Horodyszczu
Monaster Narodzenia Matki Bożej – prawosławny męski klasztor w Horodyszczu, w jurysdykcji eparchii szepetowskiej Ukraińskiego Kościoła Prawosławnego Patriarchatu Moskiewskiego. Powstał w 1831 jako wspólnota żeńska w budynkach należących pierwotnie do skasowanego przez władze carskie klasztoru karmelitańskiego. 

## Przypuszczalne istnienie monasteru w XVI–XVII w.
Zdaniem Antoniego Mironowicza monaster w Horodyszczu (równolegle z pierwszą wspólnotą monastyczną w Korcu) ufundował Bohusz Korecki. Urszula Pawluczuk wymienia tę wspólnotę jako jeden z najważniejszych ośrodków prawosławnego życia monastycznego na Wołyniu w XVI stuleciu. Jako datę powstania monasteru wskazuje się rok 1538. W pochodzącym z 1576 testamencie Koreckiego, przechowywanym w ławrze Poczajowskiej, nakazał on swoim spadkobiercom nie naruszać funduszu na utrzymanie monasteru, zaś samych mnichów zobowiązywał do wierności prawosławiu. Budynki klasztorne były zbudowane z drewna.
Zdaniem Serhija Horina o ile sam fakt fundacji opisywanego monasteru przez Koreckiego nie budzi wątpliwości, to nie jest jasna jego dokładna lokalizacja. Wątpliwości w tym zakresie wywołuje fakt istnienia na Wołyniu i w regionach sąsiednich kilku miejscowości o identycznej nazwie Horodyszcze. Autor ten skłania się ku poglądowi, że opisywany monaster funkcjonował w zupełnie innej miejscowości – Horodysku – do 1626.

## W Imperium Rosyjskim
W 1831, w ramach represji po powstaniu listopadowym, wspieranym przez polskie duchowieństwo katolickie, władze carskie zamknęły klasztor karmelitów trzewiczkowych w Horodyszczu, odbierając wymienionemu zakonowi kompleks barokowych budynków z XVIII w. Główna świątynia klasztorna została w 1832 zaadaptowana na prawosławną cerkiew Narodzenia Matki Bożej o statusie parafialnej. Przeniesiono do niej uważaną za cudotwórczą ikonę św. Mikołaja, dotąd przechowywaną w miejscowej cerkwi pod tym samym wezwaniem. Budynki klasztorne zostały porzucone. Dopiero w 1858 arcybiskup warszawski i nowogieorgijewski Arseniusz zasugerował otwarcie w nich monasteru żeńskiego, projekt ten zatwierdził Świątobliwy Synod Rządzący, zaś nową wspólnotę stworzyły mniszki z monasteru Zaśnięcia Matki Bożej w Połonnem. Ihumenia Wasylisa założyła przy monasterze szkołę dla dziewcząt, kolejne przełożone inicjowały działalność apteki, przychodni, zaś w 1902 wzniesiona została druga cerkiew św. Jana Chrzciciela. W 1908 wspólnotę tworzyło 18 mniszek i 112 posłusznic. W 1908, w okresie kierowania monasterem przez ihumenię Leonidę, w klasztorze otwarto hotel. W 1914 w monasterze żyło już 67 mniszek i 167 posłusznic.

## Adaptacja na cele świeckie i ponowne otwarcie klasztoru prawosławnego
Wspólnota została zlikwidowana po rewolucji październikowej. Obiekty klasztorne zaadaptowano na szpital psychiatryczny, kino i klub.
W 1996 monaster został reaktywowany jako wspólnota męska – monaster Narodzenia Matki Bożej (prawosławny klasztor w jurysdykcji eparchii szepetowskiej Ukraińskiego Kościoła Prawosławnego Patriarchatu Moskiewskiego). Jej pierwszym przełożonym został mnich Teodozjusz (Łukaszuk). Mnichom stopniowo zwracano obiekty klasztorne, powstała również szkoła ikonopisania. Na cerkwiach monasterskich, zaadaptowanych w dawnych kościołach, umieszczono złote kopuły. W 2015 honorowym przełożonym monasteru mianowano biskupa szepetowskiego.